# حافظ بشير أحمد
حافظ بشير أحمد هو سياسي هندي، ولد في 1 أغسطس 1960. نشط حزبياً في All India United Democratic Front ‏. وقد انتخب Member of the Assam Legislative Assembly ‏.